# Hermanos Prada

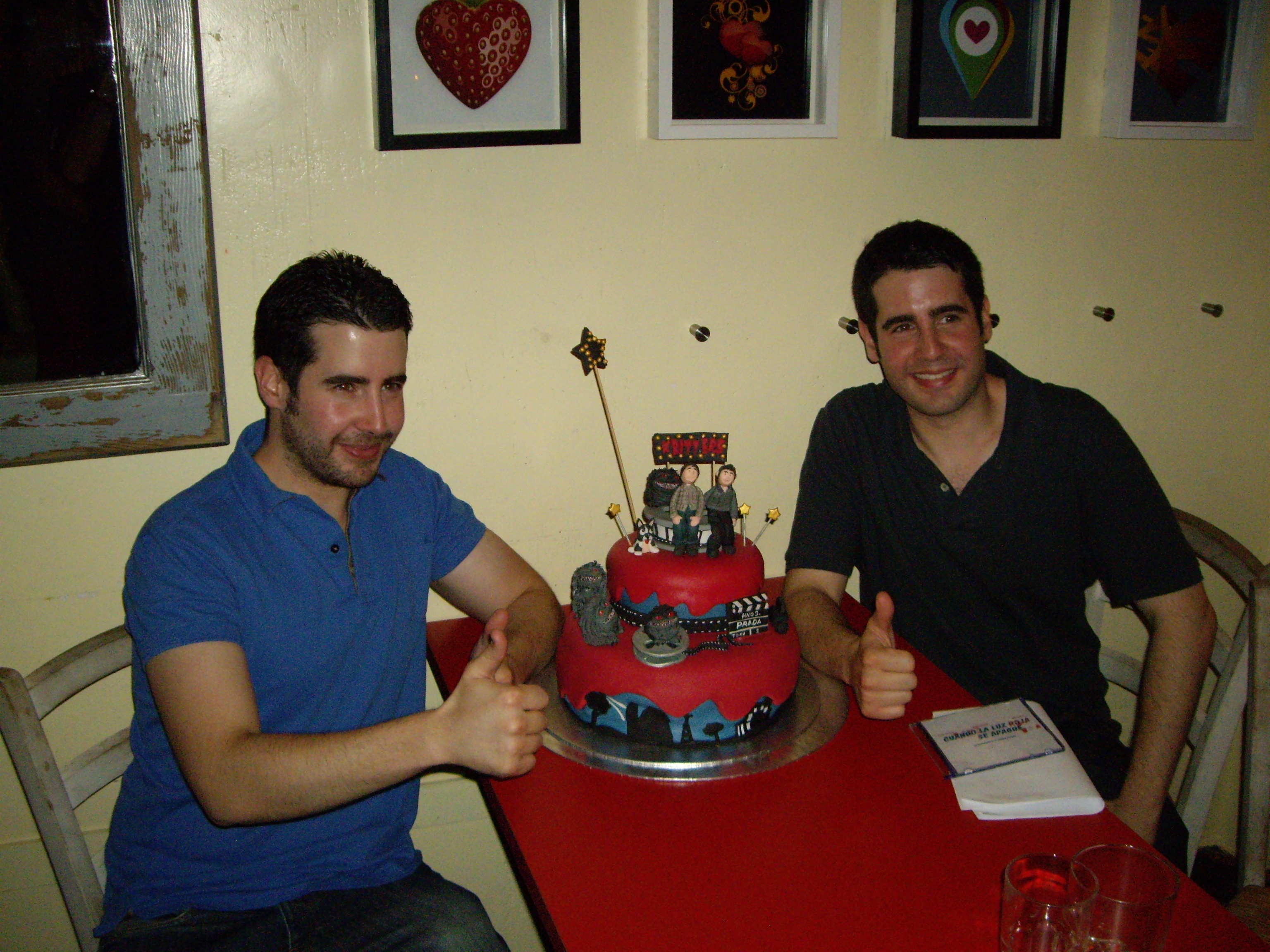
Los hermanos Prada en julio de 2012

Javier Prada y Francisco (Kiko) Prada (22 de abril de 1984, Oviedo, España) conocidos como los Hermanos Prada, son dos guionistas, productores y directores de cine españoles. Su último largometraje documental Vicente Aranda, 50 años de cine fue candidato a los Premios Goya 2014 en siete categorías.

## Biografía
Nacidos y educados en Oviedo, estos directores asturianos comenzaron su andadura cinematográfica en 2004 con el premio obtenido en el 42 Festival de Cine de Gijón No nos cuentes películas ¡Hazlas!,  por el documental Por ti.  Ese mismo año se trasladan a la Universidad de Ponferrada para cursar la diplomatura de Cinematografía y Artes visuales en la rama de Dirección y Guion Cinematográfico. Durante este periodo realizan distintos trabajos que son seleccionados en festivales nacionales e internacionales.
En 2006 realizan el corto Painting Soldiers. En 2007 realizan el cortometraje Humanos con patatas (parte 1 y parte 2), el cual obtiene diferentes premios tanto nacionales como internacionales. Cabe destacar Mejor corto en el Encuentro de Jóvenes realizadores de Cinema Jove de ese mismo año o el Premio a la Mejor Dirección en Cortos de Allí de Aquí. Esta obra obtiene más de 80 selecciones en festivales nacionales e internacionales en las cuales cabe destacar las de Festival de Sitges 2007, Buenos Aires Rojo Sangre (Argentina), el Macabro Film Festival (México) o el New York City Horror Film Festival (EE. UU.). En 2008 se selecciona su corto fin de carrera Carla en Sitges '08, y se les hace una retrospectiva en la sección Brigadoon titulada Hermanos Prada: en busca del plano perfecto. En 2009 realizan su cortometraje Estación de Carretera, el cual obtiene premios y selecciones nacionales e internacionales.
En 2010 crean su propia productora The Other Side Films en la cual realizan distintos trabajos audiovisuales y distribución de cortometrajes con distintos reconocimientos dentro y fuera de su país. Mientras realizan diversos cortometrajes como Anorexia, Lo estipulado y Nunca, que logran entre otros méritos diversos premios en festivales nacionales e internacionales además de formar parte de publicaciones de prestigio como El Anuario de la revista Fotogramas o la Nominación al gran premio del Jurado en Notodofilmfest. En 2011 el II Festival Cortos con Ñ, les hace entrega del galardón Cortometrajista Ejemplar, y en 2013 el I Festival de Cine Fantástico de Monachil les dedica una nueva retrospectiva.
En sus trabajos han contado con actores como Macarena Gómez, Ana Rujas, Cecilia Gessa, Daniel Muriel, Javier Almeda, Daniel Pérez Prada o Rafa Casette. Actualmente han finalizado dos películas documentales, Vicente Aranda, 50 Años de Cine (candidata a los Premios Goya en 7 categorías) y Queridos Monstruos; con motivo de la celebración el 21 de diciembre de 2013 de El día más corto [ED+C] han dirigido el segmento Vigilantes dentro del trabajo colectivo #SEQUENCE coordinado por Montxo Armendáriz; y preparan para 2014 el rodaje de su primera película de ficción, Los que no viven, con Carlos Bardem (Celda 211, Alatriste), Alba García (Verbo), Fernando Tielve (El internado, El laberinto del fauno), Javier Botet (REC) y Carlos Pereira (Hispania).

## Filmografía
- El Greco (cortometraje documental) (2018)[13]
- Dorien (webserie) (2017)[14][15]
- Rock Star (cortometraje) (2017)[16]
- Au Revoir Adiós (cortometraje) (2015)[17]
- Djävulen (cortometraje) (2015)[18]
- Vacío (cortometraje) (2015)[19]
- Kids Love Toys (cortometraje) (2015)[20]
- Llegar (cortometraje) (2013)[21]
- #Sequence (largometraje - segmento 'Vigilantes') (2013)[11]
- Vicente Aranda, 50 años de cine (largometraje) (2013)[1]
- Queridos Monstruos (largometraje) (2013)
- La paciencia del cazador (cortometraje) (2013)[22]
- María & Marta (cortometraje) (2013)[23]
- Madres (cortometraje) (2013)[24]
- Feliz 2013 (cortometraje) (2013)[25]
- Mamá  (cortometraje) (2012)[26]
- 2º B  (cortometraje) (2012)[27]
- Estrellita (cortometraje) (2012)[28]
- El muerto social (cortometraje) (2012)[29]
- Nunca (cortometraje) (2012)[30]
- Lo estipulado (cortometraje) (2011)[8][31]
- Despierta (cortometraje) (2011)[32]
- Pasión (cortometraje) (2011)[33]
- El visitante (2010)
- Anorexia (cortometraje) (2010)[34]
- Hermanas (2009)
- Estación de carretera (cortometraje) (2009)[7][35]
- Andrómeda (2008)
- Carla (2008)
- Humanos con patatas (cortometraje) (2007)[36]
- Painting Soldiers (cortometraje) (2006)[37]
- La misteriosa vida de Manuel García (2005)
- Voz dormida (2004)
- Por ti (2004)